# Èbares (militar)
Èbares (en grec antic Οἰβάρης) era un oficial persa de Cir II el Gran.
Segons Ctèsies de Cnidos, va participar en la captura del rei Astíages de Mèdia al que va encadenar a Ecbàtana, encara que Cir el va fer desencadenar. Al setge de Sardes, Oebares va aconsellar a Cir de terroritzar als habitants amb soldats perses pujats al damunt de pals, per figurar que eren gegants, i aquesta estratagema va provocar la caiguda de la ciutat.
Quan Cir va decidir cridar a Astíages al que havia fet sàtrapa del país dels barcanis (barcanii), Oebares va convèncer el missatger i guia, Petisaces, que l'havia de conduir a la cort, de provocar la seva mort, i Astíages va morir en un lloc desert. Quan els fets es van saber i Oebares fou denunciat com instigador, es va suïcidar per evitar la venjança de la filla d'Astíages, Amitis, tot i que Cir li va donar garanties de protecció.